# Texas zászlaja
A Lone Star (magányos csillag) lobogót a Texasi Köztársaság részére tervezték, amelyet 1835-ben kiáltottak ki. A zászlót megtartották azután is, hogy az állam 1845-ben csatlakozott az Unióhoz. A színek a lojalitást (kék), a tisztaságot (fehér) és a bátorságot (vörös) képviselik.